# Wanderer
La Wanderer è un'azienda tedesca attiva dal 1885 nella produzione di biciclette. Fino al 1940 era attiva anche come Casa automobilistica e motociclistica.

## Storia

### I primi anni e la Prima Guerra Mondiale

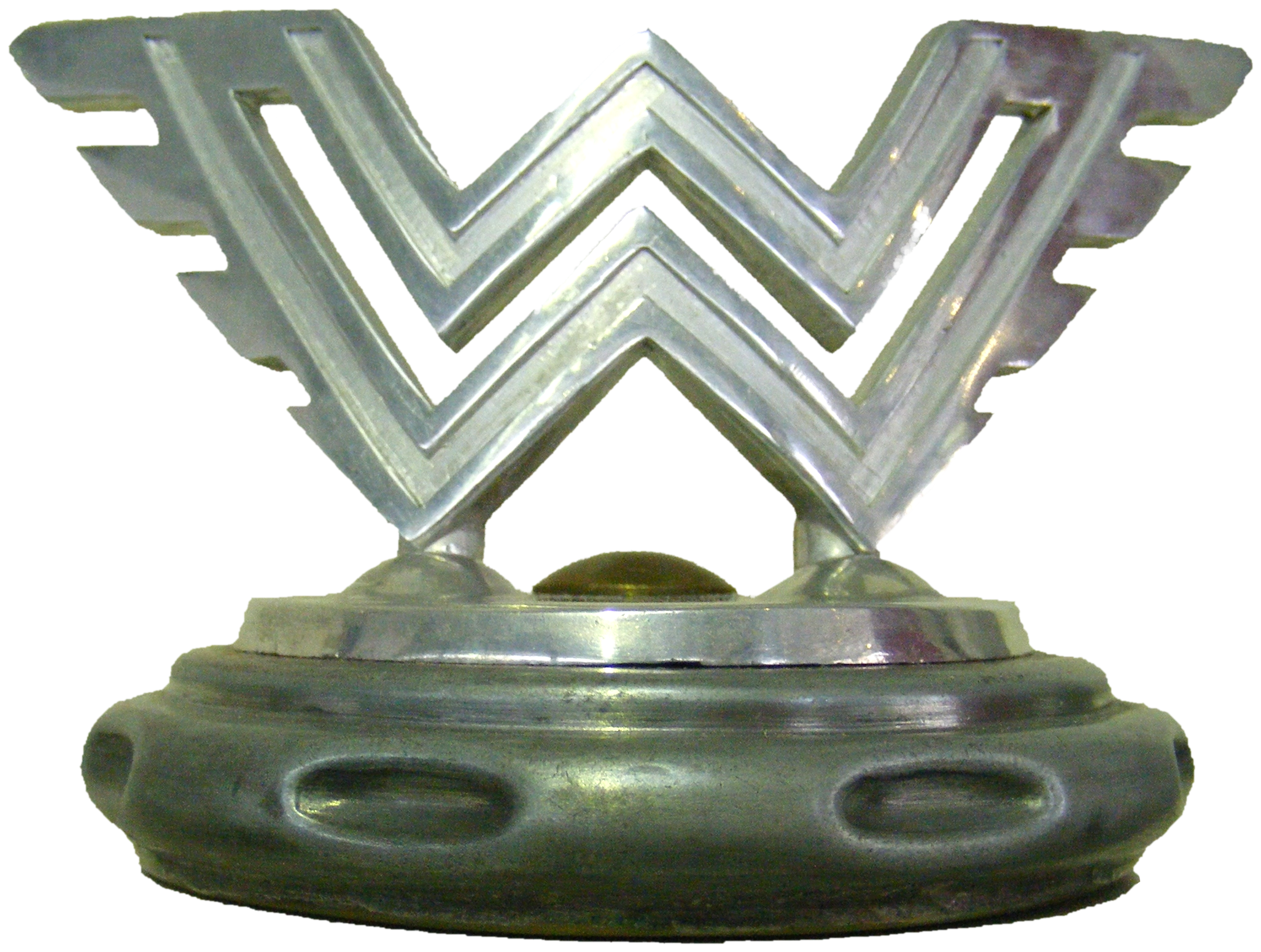
Il simbolo sul tappo radiatore

L'azienda è stata fondata nel 1885 da Johann Baptist Winklhofer (1859-1949), un giovane appassionato di meccanica che aprì un'officina a Chemnitz per la riparazione di biciclette, assieme al socio Richard Adolf Jaenicke. Da qui ad arrivare alla produzione di biciclette in proprio, il passo fu breve: già nel 1887 la piccola ditta cominciò a costruire biciclette con il nome di Wanderer. I prodotti della neonata azienda divennero in breve tempo noti per il loro ottimo rapporto qualità-prezzo. Persino in Inghilterra, dove venne instaurato un regime protezionistico contro i prodotti di fabbricazione estera, le biciclette Wanderer riuscirono comunque a far breccia in numerosi clienti e la fama del marchio tedesco oltrepassò anche i confini patrii.
Nel 1894 l'azienda si espanse con l'acquisto di una nuova area operativa a Schönau, sempre nei dintorni di Chemnitz.
Nel 1902 venne costruita la prima motocicletta marchiata Wanderer, equipaggiata con un monocilindrico raffreddato ad aria da 1.5 CV di potenza massima ed in grado di spingere il veicolo fino a 50 km/h di velocità massima. La moto in questione era completamente priva di molle sulle due ruote. Solo tre anni dopo, sullo stesso modello comparì la prima forcella dotata di molloni (ma la ruota posteriore continuò ad essere priva di molle).

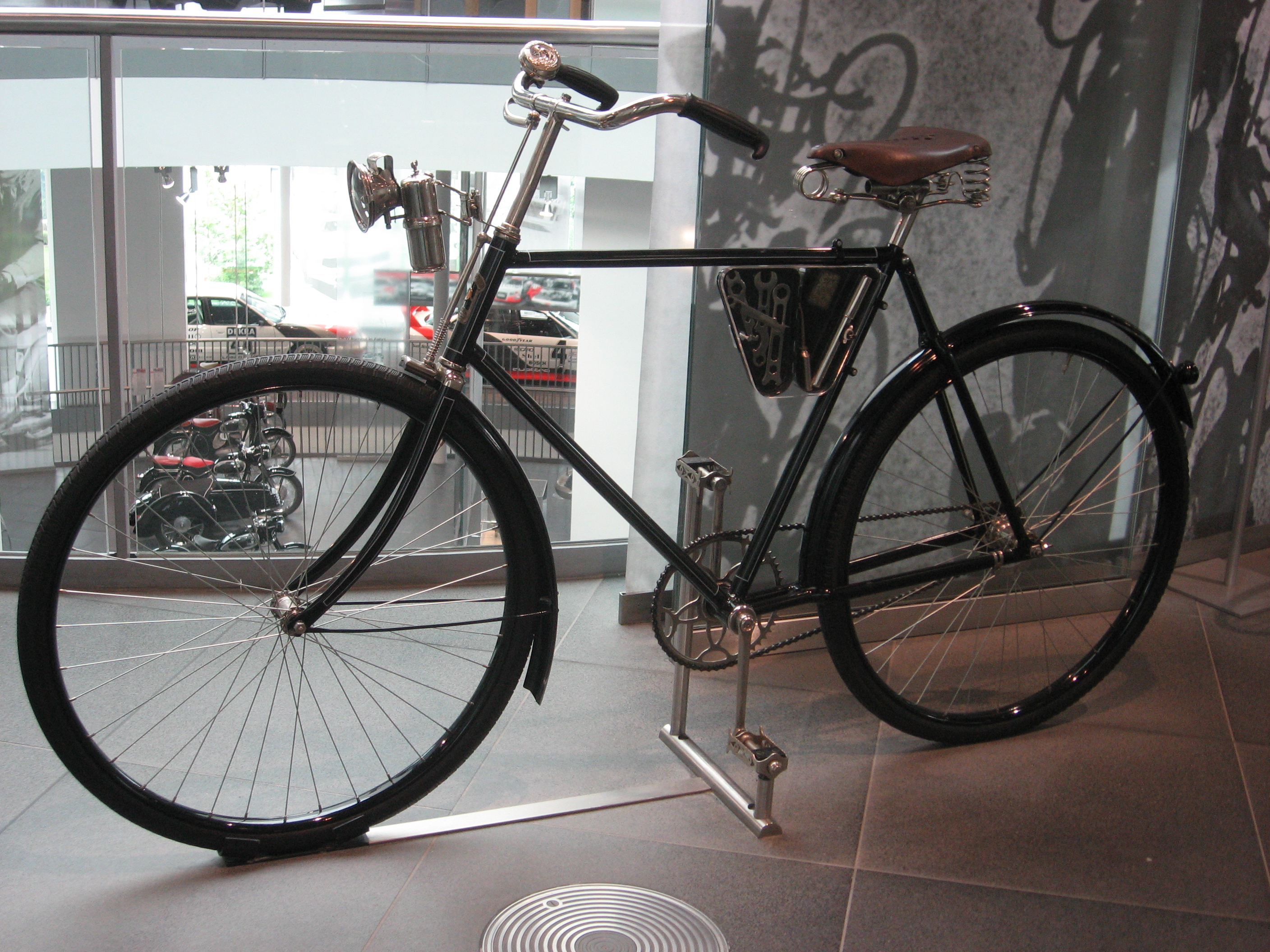
Una bicicletta Wanderer del 1907

Nel frattempo, l'azienda tedesca continuò a diversificare ulteriormente la sua produzione: nel 1904 cominciò infatti la produzione di macchine per scrivere con il marchio Continental, mentre è già del 1903 il primo progetto relativo ad un'autovettura. Tale progetto sfocerà nel 1913 con il lancio della Puppchen, un'autovettura di successo, che verrà prodotta fino a diversi anni dopo la fine della prima guerra mondiale. Il motivo di una così lunga gestazione della prima autovettura della Casa di Chemnitz stava nel fatto che la Casa stessa, oramai con una reputazione consolidata nell'ambito delle biciclette e delle moto, non volle rischiare errori, neppure i più piccoli, e curò in maniera maniacale il progetto della Puppchen). Per la produzione automobilistica, la Wanderer utilizzò lo stabilimento di Schönau. Contemporaneamente proseguì anche la produzione di motociclette e biciclette. Già nel 1910 comparirono le prime moto dotate anche di molle posteriori. Per quanto riguarda le biciclette, la Wanderer dotò alcuni dei suoi modelli di una pompetta per il gonfiaggio degli pneumatici.
Con l'arrivo della Prima Guerra Mondiale, la normale produzione della Wanderer venne quasi completamente convertita ai fini bellici, in parte rimanendo negli stessi settori commerciali ed in parte esplorandone di nuovi. Così, vennero prodotte motociclette per l'esercito tedesco, ma anche macchine per scrivere per gli uffici militari, mentre per quanto riguarda le novità, furono costruite anche attrezzature per fabbriche di munizioni e di materiale ferroviario. Anche la produzione automobilistica rifletté le esigenze militari, ma contemporaneamente fu anche l'occasione per apportare aggiornamenti alla Puppchen. La gamma fu ampliata in nuove varianti di carrozzeria. All'inizio del conflitto, Winklhofer, fondatore dell'azienda, diede le dimissioni e si trasferì a Monaco, città di cui era originario, per rifondare nel 1916 una nuova azienda, la JWS, che negli anni della guerra produsse munizioni, mentre successivamente si convertì alla produzione di catene. Oggigiorno la JWS è ancora nota per la qualità delle sue catene e, guarda caso, è un marchio attualmente detenuto dalla Wanderer. In ogni caso, Winklhofer rimase a partecipare all'attività della Wanderer come consulente del Consiglio di Amministrazione.

### Il dopoguerra e gli anni '20

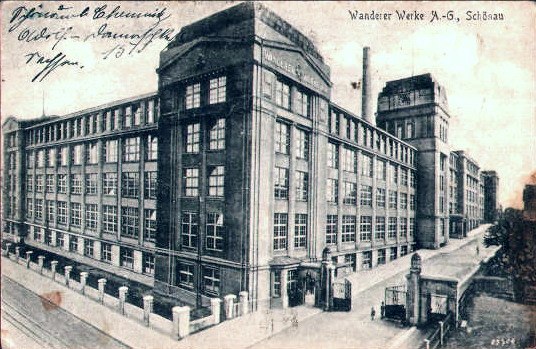
Lo stabilimento Wanderer di Schönau

Alla fine del conflitto, si ebbe una situazione economica resa estremamente precaria dall'inflazione galoppante: la poca disponibilità economica sia delle imprese, sia dei privati, costrinse le Case automobilistiche a riproporre i modelli dei primi anni dieci del secolo scorso. La guerra e le impegnative commesse militari richieste dai governi degli Stati coinvolti nel conflitto portarono alle aziende nuove tecnologie, più moderne, ma irrealizzabili in mancanza di fondi. La Wanderer non fece eccezione e fino al 1923 ripropose in listino la Puppchen, che differì dai modelli d'anteguerra solo per pochissimi dettagli. Quando alla fine del 1923 la situazione economica si ristabilizzò, vi fu bisogno per la Wanderer di ricominciare a proporre modelli nuovi ed una gamma più ampia.
Così, durante gli anni venti, apparvero la W8, ultima evoluzione della Puppchen, la W10, modello di fascia più alta, e la W11, prima Wanderer equipaggiata con un motore a 6 cilindri.
Per snellire la mole di lavoro, la produzione delle vetture fu trasferita nel 1927 dallo stabilimento di Schönau a quello di Siegmar, un altro sobborgo di Chemnitz. Così, mentre le singole parti vennero costruite nella storica sede di Schönau, l'assemblaggio venne delegato all'impianto di Siegmar, che tra l'altro integrava anche una linea di montaggio, per cui risultò almeno in parte più moderna del precedente impianto di Schönau. Quest'ultimo, in ogni caso, non chiuse, ma venne destinato alla produzione di macchine per scrivere. Purtroppo, gli ingenti investimenti per il nuovo stabilimento finirono per pesare come macigni dopo l'ottobre del 1929, quando dilagò la Grande depressione e neppure l'abbattimento dei costi, ottenuto con l'introduzione della catena di montaggio, riuscì a coprire le enormi spese. La produzione motociclistica era entrata in crisi per conto suo già a partire dal 1925 e nel settembre del 1929, già un mese prima dell'arrivo della crisi economica, gli impianti di assemblaggio delle moto furono venduti alla Janeček, che utilizzò le proprie iniziali e quelle della Wanderer per dare origine alla Casa motociclistica ceca Jawa. Ma anche le entrate conseguenti a tale vendita furono insufficienti: la Dresdner Bank, principale creditrice della Wanderer si presentò sempre più frequentemente a battere cassa.

### L'ingresso nell'Auto Union e gli anni '30

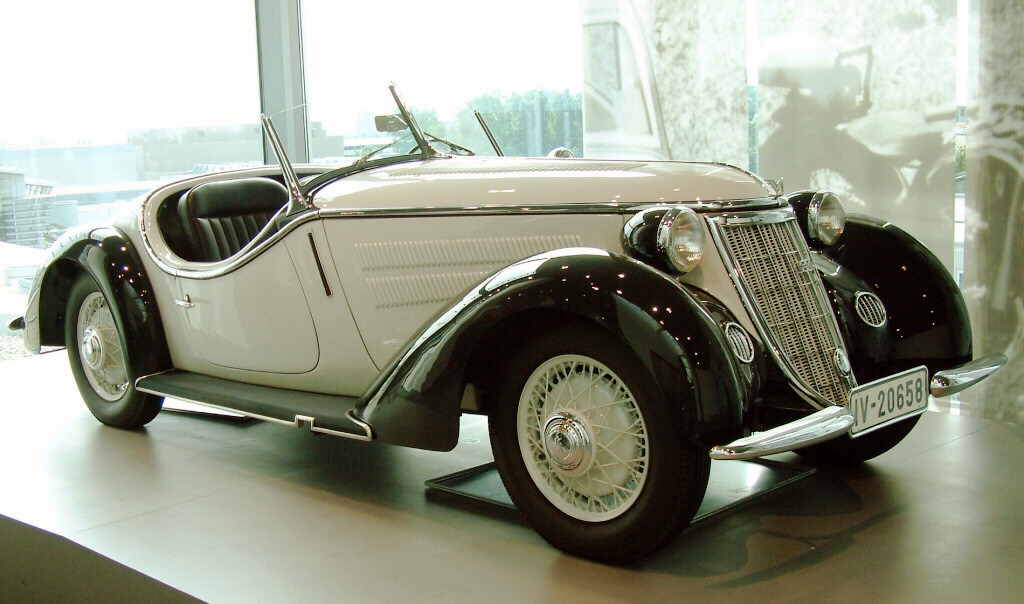
Una Wanderer W25, roadster di prestigio diretta concorrente della BMW 328

Tra la fine degli anni venti e l'inizio degli anni trenta, la crisi economica fece sentire tutti i suoi effetti negativi nell'industria automobilistica: la Wanderer, per tagliare ulteriormente le spese, fu costretta ad appoggiarsi ad altre aziende. Fu così che alcuni modelli, come le ultime versioni della W10 furono assemblate a Sindelfingen, nello stabilimento Mercedes-Benz, mentre altri modelli furono invece costruiti presso la Carrozzeria Gläser di Dresda. La Wanderer fu addirittura il primissimo cliente di Ferdinand Porsche dopo che questi ebbe lasciato la Mercedes-Benz per aprire uno studio di progettazioni in proprio.
Fu grazie ad un membro del Consiglio di Amministrazione se la Wanderer riuscì ad uscire dalla grave situazione finanziaria in cui si venne a trovare: il suo nome era Klaus-Detlof von Oertzen (1894-1991), un giovane e brillante manager già artefice a suo tempo della vendita del ramo motociclistico della Wanderer. Con la stessa determinazione, e sotto la pressione delle banche creditrici, egli traghettò la Casa di Chemnitz verso la DKW, già detentrice del marchio Audi dal 1928 e verso la Horch, tutte Case automobilistiche site in Sassonia. Insieme, Wanderer, DKW, Audi ed Horch si unirono insieme il 29 giugno del 1932 per dare vita all'Auto Union.
Sotto l'Auto Union, la Wanderer ebbe maggior respiro e poté rinnovare la gamma dei suoi modelli in maniera più decisa. Sono di questo decennio i modelli più riusciti della Casa tedesca, anche se quest'ultima non fa parte di certo dei marchi più conosciuti in Italia. Tra i modelli di maggior fascino della Wanderer va senz'altro citata la W25K, un'elegante roadster prodotta nella seconda metà del decennio ed equipaggiata con un motore da 2 litri sovralimentato mediante compressore volumetrico. Anche questo motore fu progettato da Ferdinand Porsche.
Nel frattempo, però, la corsa agli armamenti intrapresa dalla Germania con l'ascesa del regime nazista, costrinse l'Auto Union, e quindi anche la Wanderer, a produrre anche per l'esercito tedesco. Da qui ebbe inizio la produzione di veicoli militari, come la W23S Kübelwagen, direttamente derivata dalla W23 di serie, come le vetture fuoristrada del tipo Einheits-PKW, oltre ad una serie di autocarri pesanti, alcuni dei quali prodotti su licenza della Steyr-Daimler-Puch e con marchio Auto Union.

### La Seconda Guerra Mondiale, il dopoguerra e l'epoca moderna

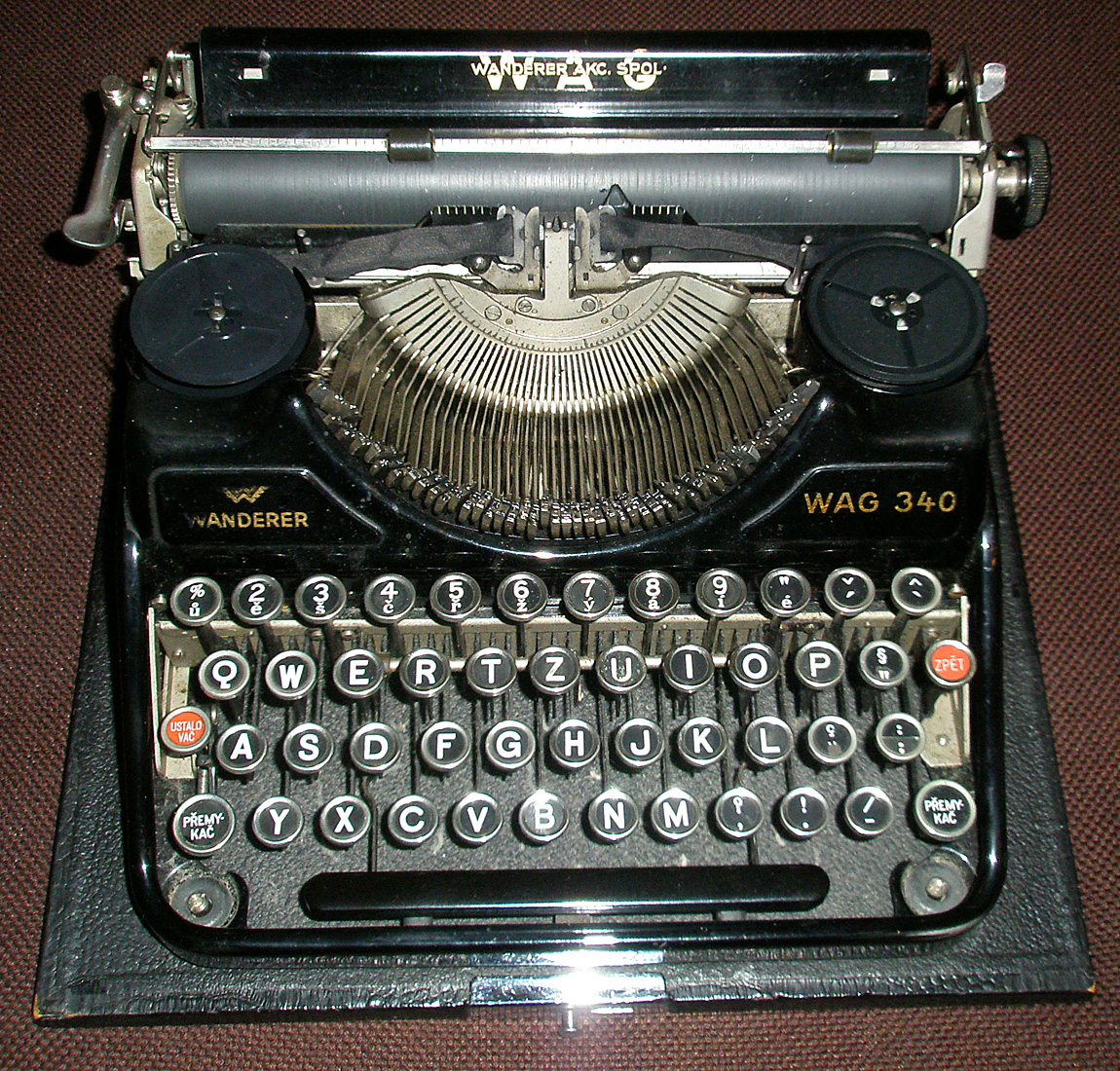
Nel dopoguerra, lo stabilimento di Schönau produsse macchine per scrivere, registratori di cassa ed altri articoli del genere

Con lo scoppio della seconda guerra mondiale, la produzione di mezzi militari si intensificò a danno della normale produzione automobilistica, che venne via via ridotta. Le ultime Wanderer di serie uscirono dalle linee di Siegmar nel 1941. Nel 1944, i due terzi dello stabilimento di Siegmar, a quel punto destinato alla produzione di attrezzature belliche, vennero rasi al suolo dai bombardamenti alleati.
All'indomani dell'armistizio, l'esercito sovietico occupò tutta la parte orientale della Germania e tutti gli stabilimenti ivi presenti, specialmente quelli che fino a quel momento erano stati utilizzati a favore del regime nazista. Tra questi vi furono anche tutti gli impianti dell'Auto Union (i cui dirigenti di lì a poco fuggiranno a Ingolstadt per ridare nuova vita all'Auto Union stessa), che vennero espropriati e nazionalizzati. Dei quattro marchi facenti parte in precedenza dell'Auto Union, la Wanderer fu l'unico ad essere quasi completamente gestito in maniera separata dall'autorità sovietica e in seguito dal governo della neonata DDR (Horch, Audi e DKW videro invece i rispettivi stabilimenti adibiti nuovamente alla produzione di mezzi di trasporto, sebbene non più con i marchi di origine). A parte la produzione di alcuni autocarri Auto Union nello stabilimento di Siegmar e riproposti con il marchio IFA, gli impianti Wanderer furono utilizzati per altre tipologie di prodotti. Lo stabilimento di Schönau venne sfruttato dalla nuova azienda VEB Wanderer-Fräsmaschinenbau/Siegmar-Schönau per la produzione di macchine per scrivere ed altri articoli per ufficio ed impresa. Attraverso successivi passaggi, tale sito produttivo è giunto ai giorni nostri sotto il controllo del gruppo svizzero-tedesco della Starrag-Heckert, di cui costituisce un importante nodo produttivo. Nel frattempo, un ex-membro del Consiglio di Amministrazione della Wanderer, emigrò a Monaco di Baviera, dove incontrò la famiglia del fondatore Winklhofer, ormai anziano (sarebbe morto nel marzo del 1949). Grazie all'aiuto di tale famiglia, egli rifondò negli immediati paraggi della metropoli bavarese la Wanderer AG, con lo scopo di ricominciare da zero con la produzione di motociclette, e dal 1953, anche di ciclomotori e scooter. Negli anni ottanta, la Wanderer AG venne assorbita dalla Deckel, ma venne ricostituita nel 1998 ad Augusta producendo biciclette dal design retrò.
In seguito alla grave crisi economica globale che a partire dalla fine del 2008 ha interessato svariati settori commerciali, la Wanderer cadde anch'essa in difficoltà finanziarie, a tal punto che nel 2013 ha dovuto essere rilevata dal gruppo ZEG per insolvenza.